# Тома Ружкин
Тома Кочев Ружкин е български революционер, деец на Вътрешната македонска революционна организация.

## Биография
Тома Ружкин е роден в Кюстендил. По убеждения е анархокомунист. Става счетоводител в дъскорезната фабриката Георги Пенков в Предел. Присъединява се към ВМРО и става районен войвода в Петричко, близък на Алеко Василев. По време на Горноджумайските събития от есента на 1924 година е личен телохранител на Василев заедно с Ангел Коларов, Нашко Елшански и Танчо Филипов. След началото на убийствата е заловен от част на българската армия и по заповед на началника на гарнизона полковник Жечев е предаден заедно с Нашко Елшански, Коста Елшански и Георги Пенков на ВМРО, като след кратки разпити са екзекутирани в село Грамада.